# 16514 Stevelia
16514 Stevelia (1990 VZ6) là một tiểu hành tinh vành đai chính được phát hiện ngày 11 tháng 11 năm 1990 bởi C. S. Shoemaker và D. H. Levy ở Palomar.